# Xanguito
Xanguito és una banda creada el 2017 a Bunyola (Mallorca), liderada per Joan Muntaner, que fusiona diversos estils, des del folk fins al pop, passant per la rumba i l'electrònica. El 2020 va guanyar els premis al Millor Artista i Millor Disc de Pop-Rock per Milions d’estrelles (U98 Music); i Millor Cançó per votació popular per Milions d’estrelles en els Premis Enderrock de la Música Balear.

## Trajectòria
Joan Muntaner (més conegut amb el nom de Xanguito) acabà els estudis d'Art Dramàtic amb la idea de crear un espectacle musical amb alt contingut escènic. Durant els següents anys va actuar en solitari amb les companyies d’espectacles Pirates Pirats, Circ Bover. El gener de 2017 va sortir guanyador a la votació popular de les festes de Sant Sebastià, on hi va actuar amb el nom de “Xanguito” per primera vegada. El varen acompanyar Josep Castell al baix i Pau Mas a la bateria. El concert els va animar a tancar-se a l'estudi per enregistrar un àlbum.

### BEIX (U98 music, 2017)
Amb la idea inicial d'enregistrar un disc de cantautor que parlés dels costums i caràcter mallorquí, Muntaner va arranjar les cançons amb Josep Castell (baix) i Pau Belenguer (bateria) i foren produïts per Carlos i Damian Tejedor a La caja del ruido. Varen comptar amb els arranjaments de metalls de Josep Oliver Rubio, que va acabar formant part del grup com a trombonista. Oliver incorporà a Samuel Martínez a la trompeta per completar la secció de metalls. El disc dugué com a col·laboració estrella el també bunyolí Pau Debon (Antònia Font), que va posar veu a Te vendré a cercar, cançó que s'acaba convertint en la pedra angular del grup.
BEIX es va llançar el juliol del 2017 amb aquest nom ja que el color beix és el més comú de les illes i varen pensar que defineix la personalitat balear, una personalitat tranquil·la, reservada, suau... Una essència amb què es varen posar nom al disc ja que gairebé totes les cançons estan ubicades en el context illenc. Es pujà a la pàgina web en mode de descàrrega gratuïta. En una setmana obtingueren més de 4000 descàrregues i un mes després el grup va firmar amb la discogràfica catalana U98 music. El setembre d'aquest mateix any es va llançar el disc en format físic i a les plataformes musicals. La mateixa setmana es posicionen al número 4 d'Itunes Spain en la categoria "World Music”. Com que al disc hi havia molts més instruments del que podien posar damunt un escenari, van fer nous arranjaments per al directe.
El 2018 Xanguito organitzen una gira, en què una de les actuacions més destacades és la col·laboració amb Txarango i Animal realitzada durant les Festes de Sant Agustí. Aquest mateix any també va destacar la incorporació a la percussió de Miquel Amengual.
El mes d'octubre varen ser el grup guanyador de dos premis als “I Premis Enderrock de la música Balear”. També cal destacar que en aquest any es va tornar molt popular la cançó “Te vendré a cercar”. Es cantava als centres educatius, a escoles de música i era versionada per altres artistes i per grups de versions. L'Institut Ramon Llull la va emprar com a cançó oficial a les 33 es Jornades Internacionals de Professors de Català durant la seva estada a Mallorca. El mateix any, l'editorial Rapitbook crea un llibre per acolorir anomenat: “Pinta i canta amb Xanguito”, amb la lletra i il·lustracions del videoclip.
L'any 2019 inicien altra gira anomenada "Es Bram de s'Ase" en què destaca principalment l'actuació en el festival Kultursommer (Fritzlar, Alemanya) on juntament amb Marco Mezquida i Chicuelo varen representar la música balear. El mateix any, les cançons de BEIX varen ser utilitzades com a banda sonora a la sèrie Pep d'Ib3. Durant el mes d’agost varen treure el senzill “Ai, Tomeu!” com avançament de la creació d’un nou disc.

### Milions d'estrelles (U98 Music, 2020)
Acabada la gira "Es Bram de s'Ase” (2019) Xanguito va aturar les actuacions per centrar-se en la gravació d’un nou disc, Milions d'estrelles (2020). En aquest període, Josep Oliver (trombonista) deixa el grup i s’incorpora Lluc Bimbó al trombó i Joan Vila als teclats. La gira de presentació d’aquest disc es va haver de suspendre a causa de l’arribada de la covid-19. Amb aquest motiu la banda va idear un nou format de directe adaptat a les circumstàncies especials de la pandèmia. Llavors, organitzen una gira a teatres, sales i altres espais amb les restriccions sanitàries corresponents.
Xanguito es va consolidar com un dels noms més importants de l'escenari cultural de les illes. Tot això en un període on la cultura sofria la crisi cultural més greu de la història a conseqüència de la pandèmia mundial. Xanguito va començar a trobar-se en boca de tothom interessat en l'escena pop, no sols de les illes sinó també a Catalunya i País Valencià.
La gira del seu disc Milions d’estrelles va ser un èxit. A l'edició dels Premis Enderrock 2020, el grup aconsegueix els premis a “Millor Cançó”, “Millor disc” i “Millor artista”, fent així que sigui el grup més premiat.
Després de treure el disc Milions d’estrelles (U98, 2020) la banda va anunciar una retirada temporal dels escenaris amb l’objectiu de tornar "amb coses noves". Per acomiadar-se varen concedir tres concerts de final de gira començant a Barcelona. La cita va tenir lloc a la mítica Sala Luz de Gas. La següent aturada fou a Menorca el dilluns 1 de Novembre de 2021 al Teatre des Born de Ciutadella, coincidint amb l’aniversari del cantant. La penúltima aturada va ser dissabte 6 de novembre a l’Auditori de Castelló, dins la Fira Trovam. Va ser el segon pic del grup mallorquí durant aquell any al País Valencià. L'actuació del tancament de gira és a la seva illa natal, en el Teatre Principal de Palma. En aquesta ocasió Palma acull el grup amb el teatre amb la màxima capacitat després de la covid-19.

## Membres del grup i instruments
- Joan Muntaner Pericàs (Veu principal i guitarrista)
- Josep Castell Colom (Baix i cors)
- Pau Belenguer Arias (Bateria i percussió)
- Miquel Amengual Perales (Percussió)
- Lluc Bimbo Vich (Trompeta i cors)
- Sara Mingolla Ramis (Teclat, sintetitzador i cors)
- Marc Pericàs Palou (Trompeta)
- Membres antics:
- Josep Oliver Rubio (Trombó, guitarró i cors),  del 2017 al 2020
- Joan Vila Salbanyà (Teclat, guitarró i cors), del 2020 al 2023
- Samuel Martínez Rodilla (Trompeta), del 2017 al 2023

## Discografia
| Títol de l'àlbum           | Discografia      | Cançons incloses | Premis associats |
| BEIX (2017)                | U98 music        | 1) Xala-la 2) Te vendré a cercar 3) Un home 4) Encara és prest 5) Més fàcil 6) Rumbera 7) Madona 8) Sa Natura 9) Aquells que se'n van 10) BEIX 11) Nico Tino                                                     | - Millor cançó per Madona. Concurs de cantautors de guitarra, Binissalem 2010 - Millor cançó per Te vendré a cercar. Premis Enderrock de la Música Balear 2018 per votació popular. - Millor directe per BEIX. Premis Enderrock de la Música Balear 2018 per votació popular. |
| Milions d’estrelles (2020) | U98 music        | 1) Tornarem 2) Salta en espiral 3) Milions d'estrelles 4) Canta amb mi 5) Ai, Tomeu! 6) Sempre Junts 7) L'amo de Son Carabassa 8) Quan Somrius, el món somriu amb tu 9) Viatjarem 10) Apocalipsi                 | - Millor disc per Milions d'estrelles. Premis Enderrock de la Música Balear 2020 per votació popular. - Millor cançó per Milions d'estrelles. Premis Enderrock de la Música Balear 2020 per votació popular. - Artista de l'any. Premis Enderrock de la Música Balear 2020 per votació popular.                                                                                               |
| Eufòria (2022)             | Halley Supernova | 1) No sabem com canviar el món 2) Eufòria 3) Aquesta nit 4) Riure 5) Gas! 6) Deixa que ho faci el vent 7) Tot 8) Sempre endavant 9) Menfotisme il·lustrat                                                        | - Premi del públic assistent per "TOT". Concurs Monoclip del Festival Monocicle de Ribes 2023. |
| Bon Rotllo (2024)          | Halley Supernova | 1) Sempre t'estim 2) Aquest precís moment 3) Fent voltes per Palma 4) Cor Eixut 5) Sa darrera 6) VIP de sargantanes 7) OooOooo♡oooOooO 8) En tu ho vaig trobar 9) Jota de Sa Marina 2 10) Uh baby, one more time | - Millor disc per Bon Rotllo. Premis Enderrock de la Música Balear 2024 per votació popular. - Millor directe per Bon Rotllo. Premis Enderrock de la Música Balear 2024 per votació popular. - Premi del públic assistent per "Fent voltes per Palma". Concurs Monoclip del Festival Monocicle de Ribes 2024. - Videoclip Balear en català més vist a YouTube 2024 - "Fent voltes per Palma". |